# Єгипетські національні залізниці
Єгипетські національні залізниці, араб. الهيئة القومية لسكك حديد مصر — державна залізнична компанія Єгипту.

## Історія

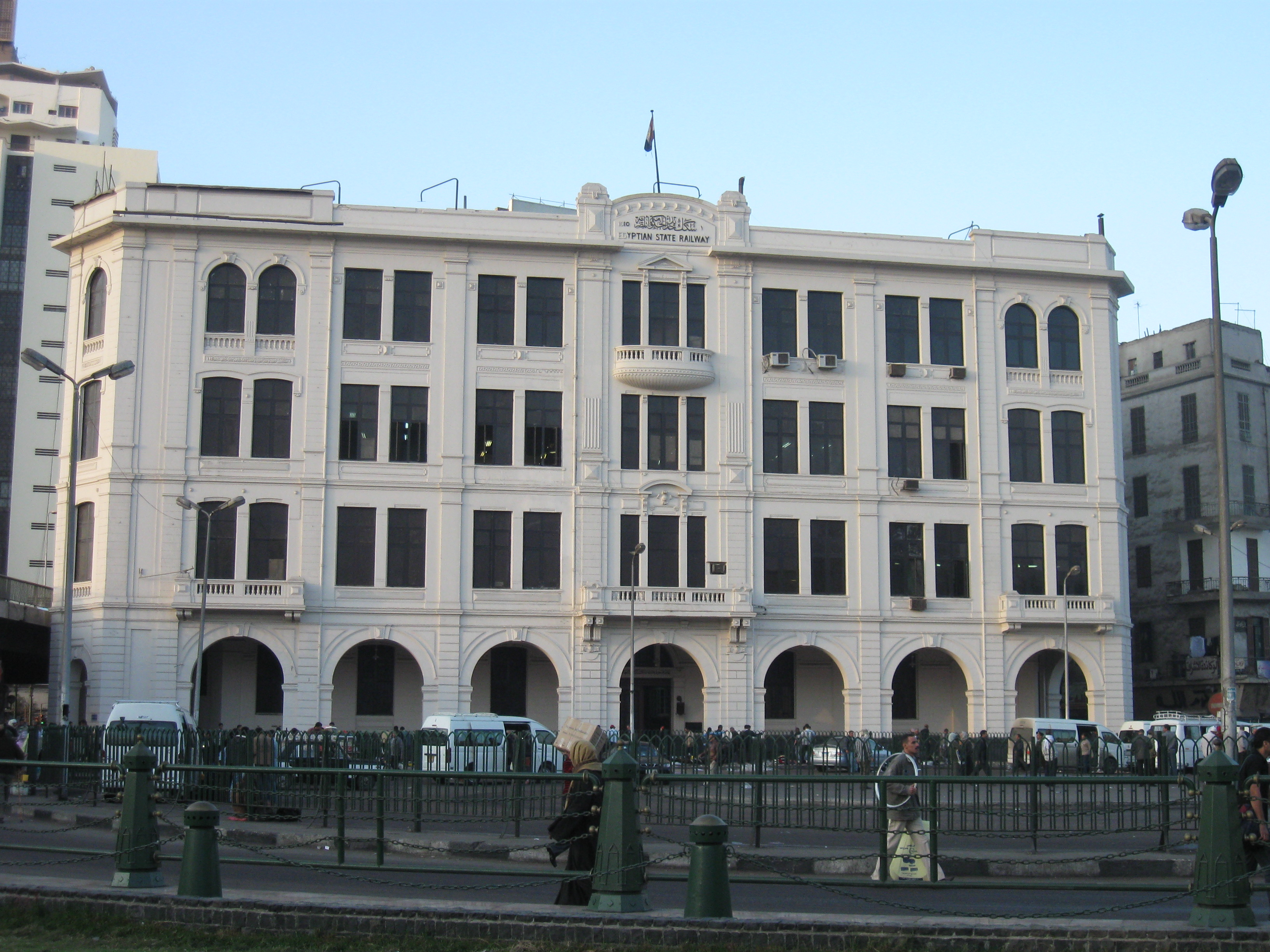
Центральний офіс Єгипетських національних залізниць на площі Рамзеса в Каїрі

Перша в Єгипті залізнична лінія була побудована 12 липня 1851 року. Регулярне сполучення почалося після церемонії відкриття Суецького каналу в 1854 році під керівництвом англійського інженера Роберта Стівенсона, сина відомого винахідника поїздів Джорджа Стівенсона.
Міст в Імамба було побудовано в 1891 році під керівництвом інж. Девід Трамблей за для перетину потягами Нілу поблизу Каїра, це стало ключовим кроком для з'єднання Нижнього і Верхнього Єгипту. Сучасний міст в Імамба було побудовано в 1924 році і є єдиною залізничною переправою через Ніл в Каїрі. Залізничний міст Ель-Фердан, який перетинає Суецький канал було відновлено в 2001 році, це найбільший поворотний міст у світі.
Єгипетські національні залізниці мають з'єднання з Палестинськими залізницями у Аль-Кантара і через них з Палестиною та Ліваном. Палестинські залізниці були побудовані в два етапи: під час Першої та Другої світових воєн. У 1916, залізниця була продовжена до Рафаха на кордоні з Палестиною під час війни з Османською імперією. Траса була витягнута вздовж Середземноморського узбережжя і була з'єднана з турецькими залізницями в 1940 році і стала життєво важливим транспортним маршрутом для Єгипту.

## Характеристики і аварійність
Довжина колій становить 6700 км. Зайнято 86000 працівників.
У Єгипті щороку реєструється по кілька серйозних залізничних катастроф, причиною яких є поганий технічний стан поїздів та колій. Найбільша катастрофа сталася в лютому 2002–го, коли в потязі, який прямував на південь країни, згоріли 363 особи. Достатньо велика залізнична аварія сталась 24 жовтня 2009 року — щонайменше 25 осіб загинули та 55 отримали поранення внаслідок зіткнення 2 пасажирських потягів у передмісті Каїра.

## Залізничне сполучення з сусідніми країнами
- Лівія — наразі  будується, ширина колії — 1,435 мм
- Судан — зміна ширини колії  1435 мм (4 фути 8 + 1 / 2) / 1067 мм (3 фути 6 дюймів)
- Ізраїль — не діюча гілка
- Палестина — не діюча гілка

## Виноски
1. ↑  Новини плюс [Архівовано 5 березня 2016 у Wayback Machine.] // «Україна Молода» № 199 за 27 жовтня 2009 року